# Krokowo (województwo zachodniopomorskie)
Krokowo – osada w Polsce, w województwie zachodniopomorskim, w powiecie koszalińskim, w gminie Świeszyno, na południe od Świeszyna, położona na Równinie Białogardzkiej. Osada wchodzi w skład sołectwa Świeszyno.
Według danych z końca grudnia 1999 r. osada miała 30 mieszkańców.
W latach 1975–1998 miejscowość administracyjnie należała do województwa koszalińskiego.